# Le Gros Bill
Le Gros Bill è un film del 1949, diretto da Jean-Yves Bigras e René Delacroix. Il giocatore di hockey Jean Béliveau è stato soprannominato Le Gros Bill a causa di questo film.

## Trama
Bill Antun, un giovane texano dalla corporatura robusta e dall'eccezionale statura si reca per la prima volta in un paesino del Québec per prendere possesso della casa e delle terre di un suo lontano parente deceduto, lo zio William. Il primo impatto con il territorio e con la comunità locale, per quanto reso difficile dalla barriera linguistica – egli parla solo inglese, e gli abitanti del paese solo francese – si dimostra soddisfacente, e Bill inizia gradualmente ad inserirsi.
Egli si installa nella casa dello zio William, un poco distante dal villaggio, assistito dalla zia Mina, che si trasferisce da lui per aiutarlo, almeno per i primi tempi. Bill sviluppa una particolare amicizia con la giovane Clarina, l'unica del posto che parli un po' di inglese. Tuttavia in breve tempo, a causa della popolarità crescente che Bill riscuote presso le ragazze locali, nasce nella popolazione maschile giovane una certa gelosia nei riguardi del possente americano. In particolare Alphonse, che è interessato a Clarina, inscena, con alcuni complici, un furto in un pollaio, riuscendo a dare la colpa a Bill. Pochi credono che l'americano sia veramente il colpevole, ma quando la zia Mina denuncia lo smarrimento, o probabile furto di una busta contenente del denaro destinato ad opere pie, busta che si trovava a casa di Bill e della zia, l'opinione pubblica del piccolo villaggio, istigata anche da un gruppo di comari benpensanti, comincia a voltare la faccia a Bill, e lo addita come ladro sacrilego. La stessa zia Mina lascia la casa di Bill per ritrasferirsi in paese.
La posizione di Bill, in seguito a queste calunnie, diviene insostenibile, e quando Clarina, l'unica a prestar fede nell'innocenza del giovane, un giorno, va a trovarlo, trova la porta sbarrata con un lucchetto. Bill è partito, e si è unito ad una squadra di boscaioli. Anche lì, però, ricompare Alphonse, che ripete davanti a tutti i compagni le sue accuse, provocando questa volta la reazione incollerita di Bill. Più avanti, durante un'operazione eseguita dai taglialegna sui tronchi in un fiume, il malaccorto uso della dinamite da parte di Alphonse fa sì che egli cada nelle rapide, con grande pericolo per la propria incolumità. Bill non esita a tuffarsi e a porre in salvo Alphonse.
Il convalescente Alphonse rivela quindi a Bill di essere l'autore del montato furto nel pollaio, e dà anche spiegazione della sparizione della busta con il denaro. Poco tempo dopo, davanti all'assemblea dei fedeli riunita in chiesa, il curato scagiona pubblicamente Bill, provocando l'imbarazzo delle comari colpevoliste. Bill si riunisce armonicamente alla comunità locale ed approfondisce la propria storia d'amore con Clarina.